# タイガーランド (映画)
『タイガーランド』（Tigerland）は、2000年のアメリカ合衆国の戦争映画。監督はジョエル・シュマッカー、出演はコリン・ファレルとマシュー・デイビスなど。ベトナム戦争中、米軍の新兵訓練基地で周囲からの重圧に屈することなく反戦平和の意志を貫き通す、1人の若者を描いた社会派ドラマ。
ベトナム戦争を題材とした映画ながら、劇中ではベトナムが直接の舞台となることはない、異色の作品である。また、タイトルの「タイガーランド」は劇中後半の舞台であるベトナムを再現した最終訓練施設の名前であり、「アメリカのベトナム」の別名でも呼ばれている。

## ストーリー
ベトナム戦争が泥沼化した1971年。ルイジアナ州のポーク基地に配属された小説家志望の志願兵パクストンは、そこでボズと出会う。彼は上官の命令にも平然と逆らい、軍規の抜け道を利用して何人もの新兵の除隊を手助けしていた。そのため、彼は兵士としての技能こそ優秀ながらも、いまだ最終訓練で不合格の判定を下されては最初から訓練をやり直しする日々を送っていた。そんな彼に対して、パクストンは次第に惹かれていくが、好戦的でサディスティックなウィルソンは強い反感を抱いていく。そしてある夜、ついにウィルソンはボズを闇討ちするが、返り討ちに遭い、皆の前で大恥をかく。これにより一段とボズへの憎しみを募らせたウィルソンは、射撃訓練中にボズを射殺しようとする。運良く銃の不具合で難を逃れたボズは、精神を病んでいるウィルソンを除隊させるように訴えるが、上官は対応を自分に一任せよと言明する。
「タイガーランド」と呼ばれるベトナムの戦場を再現した場所での最終訓練が始まる。訓練兵らはウィルソンがいなくなったことを喜んでいたが、模擬戦闘訓練で対戦相手となるグループのリーダーとしてウィルソンが現れたことに驚愕する。その夜、ボズはかねてより計画していたメキシコへの脱走を実行に移す。それに気づいたジョンソンは、ボズがいなくなれば、怪我で弱っているパクストンがボズの代わりにウィルソンに殺されるとボズに訴える。一旦はその言葉を無視して脱走を図ったボズだったが、翌朝には隊に戻る。そして再びウィルソン率いるグループとの模擬戦闘訓練が始まる。ウィルソンはボズを殺そうと、銃に実弾をこめてボズの部隊が来るのを待つ。そうとは知らないボズの部隊がやって来ると、ウィルソンは実弾を乱射し始める。運良く、弾に当たる者はいなかったが、実弾が使われていることに気づいたボズらは慌てる。しかし、この混乱の中でボズは一計を案じる。志願兵であるため自ら除隊はできないが、この戦争に疑問を感じ、しかも怪我を負って弱っているパクストンを救うため、ボズは慌てて誤射してしまったふりをして、パクストンの目の前で空砲を撃つ。これによりパクストンは左目に怪我を負う。一方、この事態を何とか収めた教官は、取り押さえられたウィルソンに、軍法会議にかけると言い渡す。
訓練兵たちはベトナムの戦場に向かうことになる。パクストンの怪我は軽く、障害が残ることもない一時的なものではあったが、除隊することになる。そしてボズはパクストンの代わりに戦場に向かうと言う。パクストンはボズに感謝し、ボズのことを本にすると伝えるが、ボズはそれは無理だと言うと、パクストンが書き留めていた日記をパクストンの前で破り始める。慌てるパクストンを残し、ボズは仲間たちとバスに乗って、その場を後にする。
その後、パクストンがボズと会うことはなかった。ボズはベトナムで死んだとか、戦場で行方をくらましたとか、様々な話を聞かされたという。また戦後何年かして、メキシコで美女と一緒にいるところを目撃した者もいたらしい。

## キャスト
| 役名                   | 俳優                     | 日本語吹替 |
| ---------------------- | ------------------------ | ---------- |
| ローランド・ボズ二等兵 | コリン・ファレル         | 堀内賢雄   |
| ジム・パクストン二等兵 | マシュー・デイビス       | 成田剣     |
| マイター二等兵         | クリフトン・コリンズ・Jr | 中博史     |
| カントウェル二等兵     | トム・グイリー           | 中村大樹   |
| ウィルソン二等兵       | シェー・ウィガム         | 中田和宏   |
| ジョンソン二等兵       | ラッセル・リチャードソン | 咲野俊介   |
| サンダース大尉         | ニック・サーシー         | 手塚秀彰   |
| フィルモア軍曹         | マイケル・シャノン       |            |

- その他の声の吹き替え：廣田行生／田中正彦／渡辺美佐／小田木美恵／水内清光／楠見尚己／斎藤恵理／河相智哉／浜田賢二／吉田孝／小室正幸／河野智之／矢嶋俊作／吉田裕秋

## 作品の評価
Rotten Tomatoesによれば、批評家の一致した見解は「優れたキャストと映画の持つザラザラした感じが『タイガーランド』を題材の親しみやすさよりも高めている。」であり、47件の評論のうち高評価は77%にあたる36件で、平均点は10点満点中7点となっている。
Metacriticによれば、14件の評論のうち、高評価は8件、賛否混在は2件、低評価は4件で、平均点は100点満点中55点となっている。